# Romani i svenskan: storstadsslang och standardspråk
Romani i svenskan: storstadsslang och standardspråk (ISBN 917203663X, ISBN 9789172036635) är en bok av författaren Gerd Carling om språket romani med särskilt fokus på svensk romani. Boken innehåller bland annat ett lexikon över ord i svenska språket som har ursprung i romani. De flesta av orden är dock slangord och förekommer inte lika allmänt i alla delar av landet. 

## Exempel på svenska ord med romaniursprung
- beckna: sälja
- bäng: satan/djävel. Kan betyda idiot, galen, tokig, tråkig, korkad o.s.v.
- darra (från darranot: farlig): att vara rädd för något
- gänga, pirra, märja: ha samlag
- haja, hajja: att förstå
- kirra av kera: klara av, fixa
- tova: tusenkronorssedel
- kurra: bråka; kurrepa: slagsmål
- lattjo: rolig, kul, trevlig, säker
- lubbni: prostituerad kvinna
- sno: från sno: plocka upp, även egen egendom
- mucka: bli fri, rycka ut från militärtjänst eller fängelse, från muckepa: frihet, muck: fri
- tjall: något en vill dölja; ste tjall: att stå tjall, hålla utkik under pågående brott
- tjej: flicka/dotter från ett Romanifolk; rackli: flicka
- usch: från uschli: skyldig, även usling

### Exempel på en mening
Rakka diro, jekh kurrepa nachtar diro tji! Miro ashar butt daranot to diro.

Akta dig, ett slagsmål [med mig, kontextbaserat] klarar du inte! Jag är väldigt farlig [för en sådan] som du.